# MS Warszawa (II)
MS Warszawa – statek pasażersko-drobnicowy zamówiony w 1938 przez spółkę Polbryt w stoczni J. Smit „De Noord” w Alblasserdam koło RotterdamRotterdamu w Holandii. Autorem projektu był inż. Witold Jan Urbanowicz. Wodowanie statku przewidziano na 1940 rok. Wtedy też miał zostać wycofany starszy statek tego armatora noszący to samo imię – SS „Warszawa”.
W literaturze przed- i powojennej, aby uniknąć pomyłki co do opisywanego statku, MS „Warszawa” określa się często prowizoryczną nazwą „Warszawa II”.
W maju 1940 roku, po zajęciu Holandii Niemcy zdobyli statek w stoczni w trakcie prac wyposażeniowych. Zmieniono imię statku na „Ostwind” i przejął go gdański armator Ostdeutsche Reederei GmbH. Wkrótce statek został zarekwirowany przez Kriegsmarine i przebudowany w hamburskich warsztatach Deutsches Afrika Linien na okręt-bazę okrętów podwodnych. Po zmianie imienia na „Bolkoburg”, 18 V 1941 r. wszedł do służby jako okręt-baza 24. i 25. Flotylli U-bootów. 1 VII 1941 r. stał się okrętem-celem 24. Flotylli. 1 I 1942 r. podporządkowany 25. Flotylli Okrętów Podwodnych, 20 VIII 1943 r. na Zatoce Gdańskiej zderzył się z okrętem podwodnym U-670 (w wyniku kolizji U-boot zatonął). 5 IV 1945 r. przeniesiony do 26. Flotylli Okrętów Podwodnych. 3 V 1945 r. koło wyspy Fehmarn zbombardowany przez brytyjskie samoloty Hawker Typhoon ze 193 dywizjondywizjonu RAF. Następnego dnia, po kolejnym bombardowaniu, na statku wybuchł pożar, którego nie udało się opanować. 7 V 1945 r. „Bolkoburg” zatonął nadal płonąc na pozycji 54°24’N i 11°15’E. W połowie 1948 r. Polska Misja Morska złożyła do władz brytyjskich wniosek o rewindykację wraku. 9 III 1949 r. wniosek został pozytywnie rozpatrzony. W międzyczasie (3 II 1949 r.) wrak był poddany oględzinom przez ekipę ekspertów z Wydziału Holowniczo-Ratowniczego Żeglugi Polskiej, która przybyła na holowniku „Herkules” i wydała ekspertyzę, iż statek nadaje się do odbudowy. 28 V 1949 r. prace rozpoczęła ekipa wydobywcza. Wrak został podniesiony 11 VI 1949 r., po czym holowniki ratownicze „Herkules” i „Swarożyc” rozpoczęły holowanie go do Gdyni, gdzie zacumowano wrak 15 czerwca. Szczegółowe oględziny wykazały, iż kadłub jest w niezłym stanie, więc 18 VII 1949 r. przeholowano „Warszawę” do Stoczni Gdańskiej w celu odbudowy. Początkowo planowano odbudować ją jako wycieczkowiec, potem jako szybki drobnicowiec, w końcu jako statek szkolno-handlowy. Ostatecznie zaniechano odbudowy i wrak pocięto na złom, zachowując jedynie będący w dobrym stanie silnik napędowy, który w 1958 roku został zainstalowany na drobnicowcu „Monte Cassino”.
Po II wojnie światowej jeszcze jeden polski statek nosił nazwę "Warszawa" (III). To drobnicowiec z serii B-45 zwodowany w 1967 (złomowany w 1984).
Ponadto nazwę "Warszawa" nosił w latach 1920–1939 monitor rzeczny typu B, natomiast po II wojnie światowej w Polskiej Marynarce Wojennej służbę pełniły jeszcze dwa okręty o tej nazwie. Były to niszczyciel projektu 56AE i niszczyciel projektu 61MP. Ten ostatni był w swoim czasie największym okrętem Polskiej Marynarki Wojennej.